# Джелалабад (Гилгит-Балтистан)
Джелалабад (англ. Jalalabad, урду جلال آباد‎) — деревня на севере Пакистана, в составе территории Гилгит-Балтистан. Является частью округа Гилгит.

## История
В мае 1988 года, при поддержке правительства Мухаммеда Зия-уль-Хака, Джелалабад, населённый преимущественно шиитами, подвергся нападению радикалов-суннитов из движения Талибан. Деревня была полностью сожжена, а половина её жителей — убито.

## География
Деревня находится в центральной части Гилгит-Балтистана, в левобережной части долины реки Гилгит, вблизи места впадения в последнюю реки Багрот, на расстоянии приблизительно 10 километров к востоку-юго-востоку (ESE) от Гилгита, административного центра территории.
Абсолютная высота — 1532 метра над уровнем моря.

## Транспорт
Вблизи деревни, по противоположному берегу реки, проходит транснациональное Каракорумское шоссе. Ближайший аэропорт расположен в городе Гилгит.